# میکولا آزارف
میکولا یانوویچ آزارف (به اوکراینی: Микола Янович Азаров) (زاده ۱۷ دسامبر ۱۹۴۷) سیاستمدار اوکراینی است که از تاریخ ۱۱ مارس ۲۰۱۰ نخست‌وزیر این کشور نیز می‌باشد. او در پی انتخابات ریاست جمهوری ۲۰۱۰ اوکراین از حامیان ویکتور یانکویچ رهبر حزب مناطق بوده است.